# 아돌프 엥스트룀

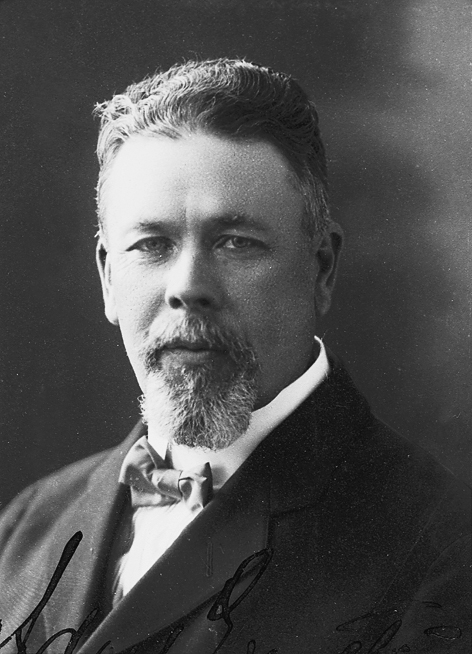
아돌프 엥스트룀

칼 아돌프 엥스트룀(스웨덴어: Carl Adolf Engström, 1855년 2월 17일 ~ 1924년 6월 19일)핀란드 산업 및 철도 부문 발전에 중심적인 역할을 한 핀란드 사업가이자 저명한 엔지니어였습니다.
핀란드 국유 철도 기술자로 일하던 의붓아버지 밑에서 성장했으며 1877년에는 헬싱키 공과대학교 기계공학과를 졸업했다. 스웨덴, 독일, 영국, 미국을 오가면서 철도 기술에 관한 연구를 진행했다.
1884년에 핀란드로 귀국하면서부터 핀란드 국영 철도에서 근무하는 한편 증기 기관차의 디자인 과정에 참여했다. 1889년부터 1895년까지 석조 회사인 아브 그라니트(Ab Granit)의 임원으로 근무했고 나중에 핀란드 국유 철도로 복귀했다.
1900년에는 히에탈라흐티 조선 공학(Hietalahti)의 경영자로 참여했다. 그의 회사는 러일 전쟁, 제1차 세계 대전이 진행되던 동안에도 크게 성장했다. 그렇지만 고용주들과 노동자들 간의 갈등으로 인한 파업으로 인해 사업에 어려움을 겪었고 1918년에 철수하게 된다.